# Vårfrukyrkan i Muxima
Vårfrukyrkan i Muxima (portugisiska: Igreja da Nossa Senhora da Conceição da Muxima) ligger i staden Muxima i provinsen Luanda, Angola. Kyrkan började byggas tio år efter portugisernas ockupation. Då Muxima kom att bli ett centrum för slavhandeln blev kyrkan platsen där man tvångsdöpte slavarna innan de deporterades.

## Ett framtida världsarv
Fästningen sattes upp på Angolas förhandslista (tentativa lista) över planerade världsarvsnomineringar den 22 november 1995.